# رچت و کلنک: بن بست
«رچت و کلنک: بن بست» (انگلیسی: Ratchet: Deadlocked) یک بازی ویدئویی در سبک سکوبازی است که توسط سونی اینتراکتیو انترتینمنت و در سال ۲۰۰۵ و در پلت‌فرم‌های پلی‌استیشن ۲ و پلی‌استیشن ۳ منتشر شده‌است.